# 香港刑事訴訟程序
香港作為前英國殖民地，香港法律制度繼承了英國《普通法》的傳統，行使無罪推定原則對待疑犯，即疑犯在未被法庭判處有罪前，必須假設疑犯或者被告均為清白無罪。這原則貫穿香港刑事訴訟程序的每一步驟。英國上議院議員約翰·紳奇勳爵形容此原則為「貫穿英國刑事法的金線」。

## 無罪推定原則及其延申權利

### 延申權利
根據無罪推定原則，每一個人在未定罪前，都被假設為清白無罪；所以，在刑事案件中，控方需要負上舉證責任。亦因為舉證責任是在控方身上，所以被告或辯方毋需要主動地證明自己清白無罪並且擁有緘默權，要求人身保護令權及保釋候審權。另外，無罪推定原則亦要求控方所提出的所有證據均達到無合理疑點準則（beyond reasonable doubt）方可以將被告定罪；否則，在疑點利益（benefit of doubt）歸於被告的原則下（另一由無罪推定原則延申出來的原則），被告會被判處無罪。

### 無罪推定原則的重要性
加拿大最高法院在1986年中的R. v. Oakes案裏面，對無罪推定原則的重要性作出這樣的分析：
|  | 無罪推定原則保障了每一個被國家予以刑事檢控的人的基本自由與個人尊嚴。任何正面對刑事檢控的人，都需要承受巨大的社會及人際關係的壓力，這包括喪失個人自由的可能性，受社會揶揄及排擠，以及其他社交、心理及經濟上的傷害。有鑑於些嚴重的後果，無罪推定原則便變得不可或缺。在一國家或政府部門能提出無合理疑點的證據去證明被告人或辯方有罪前，這原則保證被起訴人仕被假設為清白無罪。對任何深信公平和社會公義的地方而言，無罪推定原則是絕對需要的。無罪推定原則肯定我們對人性的信心，它反映了我們認為直至有相反舉證前，社會中每一個人均為良好及奉公守法的一分子的信念。 - 節錄自《新版香港法概論》第54頁 |

### 成文法
除了透過案例來保障無罪推定原則，香港亦透過成文法(statute)來更明確清晰地確保其原則及其延申權利獲得認可及給予保障。
- 《香港人權法案條例》第十一(一)條確認無罪推定原則|  | 受刑事控告之人，未經依法確定有罪以前，應假定其無罪。 |
- 《香港人權法案條例》第十一(二)(庚)條保障不自我指控權及緘默權|  | 不得強迫被告自供或認罪。 |
- 《香港人權法案條例》第五(四)條確認要求人身保護令權|  | 任何人因逮捕或拘禁而被奪自由時，有權聲請法院提審，以迅速決定其拘禁是否合法，如屬非法，應即令釋放。 |
- 《香港人權法案條例》第五(三)條引申保釋權|  | 因刑事罪名而被逮捕或拘禁之人，應迅即解送法官或依法執行司法權力之其他官員，並應於合理期間內審訊或釋放。 |

## 檢控

### 刑事檢控權
法律上並沒有規定刑事檢控權只落在政府部門身上，亦即公眾或個人在原則上也有權作出私人刑事檢控。而事實上，《裁判官條例》第14條的條款，是用作指示律政司司長如何介入私人檢控當中，更能清楚地反映了私人刑事檢控在法律理論上的可能性。可是現實上，由於檢控過程和司法過程中所涉及的高昂成本，和缺乏政府部門所擁有的調查案件的人力、資源和特權，再加上律政司所擁有介入和取代私人刑事檢控權，以及由無罪推定原則所延伸出來對證據均達到無合理疑點準則的要求，所以實際上，私人刑事檢控幾乎並不存在。而官方的最終刑事檢控權則落在律政司身上，並不受任何人(包括特首)的干擾。事實上，這最終獨立刑事檢控權是《基本法》給予律政司的。《基本法》第63條規定：
|  | 香港特別行政區律政司主管刑事檢察工作，不受任何干涉。 |

### 刑事檢控決定

#### 兩大問題
律政司或其下的執法機關在正式提出刑事檢控前，必須先考慮2點：
- 是否有充分證據支持提出或繼續進行刑事檢控及相關的法律程序？
- 提出檢控是否符合公眾利益？

#### 酌情檢控
《刑事訴訟程序條例》第15(1)條指出：
|  | 律政司司長在任何案件中如認為，為了社會公正而不需要其參與，則並非一定需要檢控任何被控人。 |

所以，公眾利益便成為是否提出檢控的最終考慮問題。律政司可以在考慮名方面的情況後，行使酌情權並不提出檢控。1999年，受廣大爭議的胡仙案便是其中之一的例子。
「這個國家的法則從來沒有規定涉嫌的刑事罪行必需成為檢控的對象，－本人希望永遠沒有這樣的法則。」Sir Hartley Shawcross曾說。（律政署，刑事檢控政策檢控官指引，節5，1993)

## 逮捕

### 執法人員被監督
- 《基本法》第二十八條指出：|  | 香港居民的人身自由不受侵犯。香港居民不受任意或非法逮捕、拘留、監禁。禁止任意或非法搜查居民的身體、剝奪或限制居民的人身自由。 |

- 《警隊條例》第五十四(一)(甲)條|  | 警務人員如在任何街道或其他公眾地方、或於任何船隻或交通工具上，不論日夜任何時間，發現任何人行動可疑，該警務人員採取以下行動，乃屬合法─ (甲) 截停該人以要求他出示身分證明文件供該警務人員查閱… |

就《基本法》第二十八條而言，當執法人員在街上截停行人或車輛時，在截停當刻已經限制了被截停者的人身自由，所以該執法人員在法律上須提供合理的解釋，否則該執法人員即被認為侵害基本法所提及的權利，被截停者可透過民事訴訟向該執法人員索取賠償。以《警隊條例》第五十四(一)(甲)條為例，「截停該人以要求他出示身分證明文件」的行為亦受法律的監督。

### 逮捕權
在香港，擁有逮捕權(power of arrest)的執法機關有很多，如警察、廉政公署、海關、入境處等等，這些部門的逮捕權都是法律所授權的，但逮捕前都必需跟從法律規定的程序向裁判法院申請拘捕令或逮捕令(arrest warrant)，向法院解釋逮捕的因由及逮捕是否符合法律的先決條件，以保障市民的人身自由。如違反這要求的話，市民可從民事司法程序指控有關執法人員侵權並可向該執法人員申取賠償。當然，執法人員不可能在每次逮捕前均向法院申請逮捕令，如果警察在一銀行劫案中先向法院申請逮捕令，再返回劫案現場去逮捕賊人，相信賊人在警察返回現場前經已逃之夭夭了。所以，法律亦給予執法機關使用逮捕權時一定的彈性及自由，以平衡為持社會安定與個人人身自由。當然，這些彈性並不是沒有法律監督的，以警察為例，《警隊條例》第50條就有這樣的指引：
|  | (1) 警務人員拘捕任何他合理地相信會被控以下罪行的人，或拘捕任何他合理地懷疑犯了以下罪行的人，乃屬合法： (a) 任何由法律訂定判處的罪行，或有人(就該罪行首次定罪時)可被判處監禁的罪行；或 (b) 如該警務人員覺得因以下理由將傳票送達並非切實可行，則任何罪行─ (i) 該人的姓名不為該警務人員所知，亦不能由該警務人員輕易確定； (ii) 該警務人員有合理理由懷疑該人所報姓名是否其真實姓名； (iii) 該人並無報出一個可作送達的妥當地址；或 (iv) 該警務人員有合理理由懷疑該人所報地址是否可作送達的妥當地址。 (1A) 警務人員可根據第(1)款行使拘捕任何人的權力，即使他沒有為此而發出的手令，亦不論他是否目擊任何人犯罪。... |

### 警告
- 《香港人權法案條例》第五(二)條指出：|  | 執行逮捕時，應當場向被捕人宣告逮捕原因，並應隨即告知被控案由。 |

這法律要求執法人員進行逮捕時向被捕人清楚作出警告的目的旨在於確定被捕人了解其人身自由已被限制，亦可避免被捕人因不了解情況而向執法人員施以還擊或被執法人員另加其他控罪，如：拒捕等。另外，如執法人員使用含糊不清的字詞（如：「請返回警署協助調查。」），這並不足以構成逮捕，只可當作邀請，亦即當事人可以非武力方式婉拒執法人員的邀請。如執法人員沒有跟隨指引而作出逮捕，這逮捕便會視作為非法禁錮，當事人可以向法院指控執法人員並要求賠償。

另外，由此警告發出並成功進行逮捕的一刻，亦代表著正式逮捕的開始，從此刻的48小時之內，警方需要根據《警隊條例》第五十二（一）條的指引，(1)向被捕人及法院發出控罪書，正式將案件落實，(2)將被捕人帶到法院給裁判官再作指引，或(3)給予被補人進行保釋程序並釋放被補人：
|  | 任何被拘捕的人，不論他是否在有手令的情況下被拘捕，被帶到主管警署的人員時或被帶到獲處長就此而授權的警務人員時，該人員查究該案，乃屬合法；除非該人員覺得所涉及的罪行性質嚴重或合理地認為應將該人扣留，否則該人員在該人有擔保人或無擔保人的情況下以合理款額擔保，以保證該人在擔保書上指定的時間地點到裁判官席前應訊，或保證該人為接受送達一項逮捕及扣留令或為獲得釋放而報到，然後釋放該人，亦屬合法。但如該人被扣留羈押，則須在切實可行範圍內盡快帶到裁判官席前，除非在他被拘捕後48小時內，一項逮捕及扣留令的申請已根據任何有關遞解出境的法律提出，則該人自他被拘捕時起計可被扣留不超過72小時…… |

### 保釋
在1990年代前的香港，保釋並不是一種基本權利，即使保釋乃是由無罪推定原則延申出來的，由於當時並沒有明文規定保釋權為基本人權，若被捕人不知道他可以主動申請保釋的話，他有可能被一直拘捕。但於1991年通過成立的《香港人權法案條例》（其中的第五（三）條）便正式確定了保釋權作為基本人權在香港的地位。但正如很多其他的人權一樣，保釋權並非絕對的人權，若警方或相關的執法機關有合理的解釋（如被捕人有打擾證人的傾向），相關的執法機關可以不給予被捕人保釋。在這樣的情況下，被捕人可以向裁判官申請保釋，若裁判官跟隨執法機關的決定並拒絕被捕人的保釋申請，被捕人仍可向高等法院申請保釋機會，即使被拒絕，亦可每八天向高等法院再提出申請保釋，直至被告人放棄該權利為止。相反，若裁判官同意並准予被捕人的保釋申請，執法機關也可向高等法院申請反對給予被捕人保釋。

### 人身保護令
顧名思义，人身保護令是由法院發出的令狀，具法律效力。而向法院申請人身保護令的申請權，是無罪推定原則所延申出來的其中一個非常重要的權利。若保釋權是由上而下給予的權利，那麼人身保護令便是由下而上作挑戰的權力。人身保護令主要目的是為了確保被捕人免受非法或不合理的羈留。《高等法院條例》第22(A)條就為人身保護令狀的申請及發出作出指引。總括而言，當人身保護令的申請發出後，高等法院會「在切實可行範圍內盡快查究該項申請人是被非法羈留的指稱。所有……法律程序，均須在公開法庭進行……」。有一點值得注意的是，人身保護令並不只限被捕人作出申請，其他人也可以代為申請。

## 決定審訊法院及程序

### 罪行的分類
在香港，非法行為被分為3個類別。
| 類別                                                                                        | 嚴重性   | 複雜性   | 例子                             |
| ------------------------------------------------------------------------------------------- | -------- | -------- | -------------------------------- |
| 簡易程序罪行（summary offence）                                                             | 輕微     | 簡單     | 超速罰款，噪音滋擾他人，亂拋垃圾 |
| 可公訴罪行（indictable offence）                                                            | 嚴重     | 複雜     | 謀殺，強姦                       |
| 皆可審訊罪行（either-way offence, hybrid offence, or indictable offence triable summarily） | 視乎情況 | 視乎情況 | 盜竊，縱火                       |

### 法院權限
在香港，任何非法罪行的審訊均在以下3種的審訊法院其中之一個進行。
| 審訊法院         | 最高判刑                                               | 審訊權                     |
| ---------------- | ------------------------------------------------------ | -------------------------- |
| 裁判法院         | 2年監禁；罰款$100,000（同時超過一條罪行，最多3年監禁） | 簡易程序罪行；皆可審訊罪行 |
| 區域法院         | 7年監禁                                                | 可公訴罪行；皆可審訊罪行   |
| 高等法院原訟法庭 | 終身監禁                                               | 可公訴罪行；皆可審訊罪行   |

### 律政司的決定權
香港各類的審訊法院權限分明，均有明文指引；可是，每宗案件的性質與其嚴重性和複雜性都獨一無二，使決定審訊法院及程序變得複雜及難以決定。對皆可審訊罪行來說，這情況尤其明顯。而由於律政司是刑事檢控的發起人，所以律政司有著主動權去決定相關的審訊法院及程序。律政司會按案件的案情嚴重程度而決定將案件交由哪個法院審理，除部份極嚴重的罪行例如謀殺或強姦等必定由高等法院審理外，大部份控罪均有機會由不同法院審理，例如盜竊案，案情可以輕微至偷竊一罐汽水，會交由裁判法院審理，亦有可能嚴重至盜取極貴重的鑽石，會交由高等法院審理，故不同法院審理亦間接地決定了相關案件的最高判刑，

## 簡易程序

### 開展刑事檢控
裁判法院是香港最初級的刑事法院，不論案件的嚴重性或複雜性，所有刑事案件均由此開始。但法院作為司法機關，在三權分立的原則下，它並沒有執法權，亦即法院沒有權主動地開始一個司法程序。法院必須被動地等待他人把爭議帶到法院手中，法院方可開展有關的司法程序。因此，作為香港最初級刑事法院的裁判法院，裁判法院必須要等待律政司對開展刑事案件的司法程序的請求或申請，方可開始其工作。而這申請是可以分為3種類別：
| 申請書                            | 案件條件／情況                                        |
| --------------------------------- | ----------------------------------------------------- |
| 檢控通知書(notice of prosecution) | (1)不涉及逮捕 (2)最高判刑不多於6個月監禁及罰款$10,000 |
| 告發書(information)               | 不涉及逮捕                                            |
| 控罪書(charge sheet)              | 涉及逮捕                                              |

### 檢控通知書
檢控通知書必需有被告人姓名、被告人地址、罪行詳情、罪行發生時間、罪行發生地點及，罪名成立的有關判刑。當律政司或執法機關遞交檢控通知書上裁判法院後的14日內，律政司或執法機關必需將一檢控通知書的副本，一認罪書和一審訊申請指示書，以郵遞方式寄交予被告人手中。審訊申請指示書內，必需列明負責處理相關案件裁判法院的資料，被告人可向法院申請開展審訊的限期以及相關資料。而向法院申請開展審訊的限期則不能少於35日，由檢控通知書提交至法院日開始計算。
由於檢控通知書只適用於非常輕微的罪行，所以一般只適用於如超速駕駛罰款，亂拋垃圾等罰款性罪行，若被告人認罪，他只需要將有關罰款和已簽署的認罪書交回法院即可。若被告人否認控罪，被告人便需要根據指引向法院申請開展審訊，而有關的執法機關或律政司亦會向法院申請向被告人發出傳票。而若罪名成立的後果不單單只限於罰款的罪行，即使被告人認罪，被告人仍然需要出庭進行審訊。

### 告發書及傳票
基本上，被告人是不可能見到或收到告發書的。告發書其實是執法機關向法院申請向被告人發出傳票的申請書，所以被告人會收到的，只會是法院的傳票。為確保被告人收到傳票，法院將會郵遞傳票給予被控人；如若被控人缺席第一次答辯，裁判官將假設被告人並沒有收到傳票，並會跟從《裁判官條例》中的第8(2)條條文任命警察或專員親自將傳票遞交至被告人手中。

### 控罪書
雖然控罪書和檢控通知書及傳票的發出手法及形式並不一樣，但其功能與內容卻大體一樣。可是，執法機關不會發出控罪書，除非有人被逮捕。而根據《警隊條例》第51條，控罪書必需在逮捕後48小時內發出，並向逮捕人解釋其內容。

### 獲通知檢控權及其重要性
- 《基本法》第三十五條指出：|  | 香港居民有權得到秘密法律諮詢、向法院提起訴訟、選擇律師及時保護自己的合法權益或在法庭上為其代理和獲得司法補救。 |
- 《香港人權法案條例》第五(一)條指出：|  | 人人有權享有身體自由及人身安全。任何人不得無理予以逮捕或拘禁。非依法定理由及程序，不得剝奪任何人之自由。 |
- 《香港人權法案條例》第五(二)條指出：|  | 執行逮捕時，應當場向被捕人宣告逮捕原因，並應隨即告知被控案由。 |

由以上三條法例可以見到，被告人在面對被逮捕、監禁及起訴前，均有基本的權利去尋求法律諮詢及司法上的援助。而在被告可作任何的法律諮詢及尋求司法上的援助前，均有一基本條件：便是被告人知道他正面臨刑事檢控以及有關的指控及其性質與內容。亦因此，被告人獲通知其正面臨刑事檢控的前決條件，成為了被告人的基本權利，並延伸至成為所有人的基本人權。所以，執法機關及法庭有責任及義務確保檢控通知書或傳票被送交至被告人的手上。明顯地，被逮捕人在被逮捕的一刻已知道他被逮捕的因由，亦即獲通知權得到了確認。而這原則更獲得《香港人權法案條例》第十一(二)(甲)條的明確確認:
|  | 審判被控刑事罪時，被告一律有權平等享受下列最低限度之保障─ (甲) 迅即以其通曉之語言，詳細告知被控罪名及案由…… |

## 審訊(第一階段)

### 第一次聆訊（又稱提堂）
裁判官在第一次聆訊中，一般不會作正式的審訊，控方會在被告人面前公開宣讀被告人的控罪，並詢問被告人是否明白控罪內容，被告人此時只需要回答明不明白控罪內容（並非回答認罪與否）。由於被告人一早已經知道控罪書或傳票的內容，這樣的再一次向被告人重新宣讀控罪，看似是多此一舉，但實際上是非常重要的。一方面是由於律政司擁有酌情檢控權，在很多的情況下，執法部門檢控的控罪和聆訊時起訴的控罪可能有出入，因為在提出檢控至第一次聆訊之間，經過詳細考慮或更深入調查後，律政司有可能會行使酌情權，撤銷／增加／更改當中的一些控罪，所以重新宣讀控罪，被告人便可知道他最終所面對的控罪。第二方面是，重新宣讀控罪可以確保被告人的控罪檔案不會因行政程序上的出錯(如:同名同姓)而被混淆。第三方面是，由於刑事檢控涉及個人被政府起訴，亦即政府代表著整個社會起訴被告人，社會及公眾有權知道被告人所犯何事，第四方面是，確保被告人明白及理解自己將要面對的控罪，所以在對公眾公開的法院中重新再一次地公開宣讀控罪及讓被告人公開地回覆明白與否，這做法可以確保刑事檢控的公開性及公平性。一般來說，當控方宣讀控罪而被告人表示明白控罪後，聆訊會發生以下的情況:

#### 情況(甲)(被告人即時承認控罪)
如果控辯雙方準備好答辯，裁判官會詢問被告人是否認罪，如被告人承認控罪，控方會將案情撮要呈堂，並由裁判官在對公眾公開的法院中，當面向被告人及控方宣讀該案情撮要，並再一次詢問被告人是否同意案情。
如果被告人承認控罪但不同意案情，裁判官視乎情況會有兩個做法：1. 進行案情聆訊（又稱紐頓聆訊）以決定案情，或 2. 如被告人不同意部份案情，令裁判官認為無法接納其認罪，會被視作不認罪處理。
即使被告人承認控罪並同意案情，或經案情聆訊後決定好案情撮要的內容，裁判官仍然有責任檢查被告人所同意的案情是符合罪名成立的要求。若是裁判官認為被告人所同意的案情是不足以支持罪名成立的要求，裁判官仍可判處被告人無罪。
若是裁判官接納案情撮要及被告人的認罪，裁判官便會正式宣佈被告人罪名成立，然後控方便會宣讀被告人的刑事紀錄。除非得到裁判官的同意，否則控方不可就如何作出合適的判刑而發言，但裁判官有時會詢問控方類似案件的判刑趨勢，
由於被告人在刑事案件中有最後發言權(last word)，裁判官必需在判決前給予被告人最後的機會向法院求情，求情時，辯方會向裁判官呈上求情信及各種被告人認為對求情有幫助的資料，例如被告人的心理或生理報告，同類型但輕判的案例等，被告人求情完畢後，裁判官可以即時作出判刑，或押後判刑日期以等候閱讀不同資料（例如辯方呈上的資料，被告人的背景報告，感化報告，心理報告，精神科報告，社會服務令報告，各種青少年院所報告等）再作判刑。期間會視乎情況，容許被告人保釋或還押等候判刑（由於被告人已被定罪，無罪推定原則已不適用，如果裁判官認為最後判處監禁機會大，很大可能會將被告人還押候判，但容許被告人保釋候判亦不代表最後必定不會判處監禁，相反亦然），在最後發言權的原則下，被告人有權閱讀相關的評估報告並向法院作出最後的回應，在此之後，裁判官方可作出判刑。

#### 情況(乙（一）)（被告人否認控罪並獲保釋候審）
若控辯雙方準備好答辯而被告人否認控罪, 裁判官會將案件押後並安排下一次聆訊的時間及其他有關事項。如果被告人之前已獲得執法部門的保釋， 裁判官多數允許被告人繼續保釋候審。本質上, 在一般的情況下, 裁判官允許的保釋金與警方允許的保釋金的金額是一樣的, 但在三權分立的原則下, 裁判官允許的保釋與警方允許的保釋需分開處理，而且法庭保釋可以加入不同保釋條件（例如不得騷擾証人／離開香港／踏足案發地點，定時向警方報到，需居於報住地址，宵禁等），但警方保釋只能有保釋金一項條件。所以被告人雖然獲裁判官允許保釋, 但被告人仍然需要進行轉保釋程序, 將警方保釋轉化為法院保釋。

#### 情況(乙（二）)（被告人否認控罪而不獲保釋候審）
如被告人之前被執法部門拒絕保釋, 第一次聆訊必需在被告人被捕後的48小時內進行, 否則, 有關的執法機關及相關人員便會有可能因違反《基本法》及《香港人權法案條例》而需要賠償被告人。若控辯雙方準備好答辯而被告人否認控罪， 裁判官會決定是否批准被告人保釋，如有足夠理由（例如控罪嚴重，被告人有棄保潛逃風險，執法部門需扣留被告人作認人程序，或有機會騷擾證人等)，可以拒絕被告人保釋並命令將其還押候審，而被告人有權每八日向負責審訊的法庭申請保釋覆核一次（如果案件變化不大，一般被拒保釋的被告就算八日後再申請保釋都會再被拒絕，由於每次出庭都涉及進出收押所或監獄的一連串繁瑣程序，部分被告人會主動放棄八日保釋覆核的權利，而法官會向被告人提醒他有權向高等法院原訟庭申請保釋覆核）。

#### 情況(丙)（被告人無須答辯，案件押後聆訊）
除非案情十分簡單及控辯雙方均已準備好答辯，否則大部份案件中，控辯雙方在第一次聆訊時，多數有其中一方會向裁判官申請被告人毋需答辯（即無須即時說出認罪與否）, 並要求裁判官押後案件。
例如控方需要更多時間搜集證據，正等候政府化驗師的報告 (如: 毒品的純度，武器的威力)，又或律政司認為控罪嚴重，需時研究是否或準備交付案件至更高級法院審訊（交付審判程序)，又或者等候被告人是否適合答辯的精神科報告等。
而辯方亦可能需時索取法律意見（例如被告人被捕後即時／短時間內被帶上法庭提堂，未及向私人律師尋求法律意見，而由當值律師向法庭申請押後案件），向專家索取各種報告（例如精神或心理報告，或專家證人的意見），向控方索取文件（例如控方臨時加控或改控其他罪名時，需要向控方索取案件相關文件），或者向控方商討以其他方式處理案件（例如申請自簽擔保守行為，或向控方作認罪協商)等。
如另一方不反對，裁判官多數會批准案件押後，即時定出下次聆訊日期，時間，地點，並決定是否批准被告人保釋候審。
情況(丁)（被告人無須答辯，控方直接撤控）
在部份案情輕微的可公訴罪行（例如被告人初犯而涉及金額少的店舖盜竊案或輕微的打鬥傷人案等），辯方律師有時會當庭直接向控方申請自簽擔保守行為，而控方在各種案件中，亦有可能因各種考慮（例如證據強弱或公眾利益）而主動提出要求被告人守行為了事，如果最終雙方同意如此處理並獲裁判官接納，則在被告人同意案情後，法庭會要求被告人自簽一定金額並承諾於指定期間不再干犯同類罪行（除非再犯事，否則無須真正繳交自簽的金額），而控方則會即時撤銷起訴，被告人則於處理自簽程序後當庭釋放。技術上而言，被告人並無刑事記錄（案底），可以申請無犯罪紀錄證明書及向其他人自稱無案底，但該檢控記錄仍會存檔在法庭和警方電腦系統中。唯如果被告人不同意案情，則不會以守行為方式結案，而會被視為不認罪處理。

### 交付審判程序
在處理較嚴重的可公訴罪行中，裁判官的角色並不是去求證，或像法官般去判決被告人犯罪與否，裁判官的角色是像急症室的護士去根據情況作合適的分流。而這分流的過程稱為「交付審判程序」。在交付審判程序當中，裁判官需要決定控方或執法機關是否有足夠的表面證據在高等法院提出檢控。如果裁判官認為控方並無足夠證據，可以撤銷控罪及釋放被告人。如果裁判官認為控方證據足夠，便會安排案件轉交至高等法院原訟庭審理。
由於可公訴罪行的案情較為嚴重，一般來說，控方或執法機關在第一次聆訊前仍未準備充足，故控方一般會在第一次聆訊時向裁判官申請押後聆訊，以便控方或執法機關搜集證據及等候化驗報告或上級指引。另外，《裁判官條例》第80A條和第80B(1)條要求控方必需在交付審判程序聆訊當日的最少7日前, 給予被告人案件中相關的資料。這些資料包括(1) 申訴書或告發書副本一份、(2) 控方擬在審訊時傳召的證人的陳述書副本、(3) 呈堂文件副本及(4) 呈堂證物清單。

在交付審判程序聆訊當日, 又稱「提訊日」，裁判官需跟從《裁判官條例》第80A(4)條和第85A(1)(d)條作出的指引要求被告人作出相關的決定及向被告人解釋有關事項：
|  | - 第80A(4)條 在首次指定提訊日時，裁判官須將以下各項通知被控人─ (a) 他可申請法律援助的權利； (b) 他將會在提訊日之前不少於7整天，收到申訴書或告發書的副本一份，並連同證人陳述書和任何支持申訴或告發的文件證據的副本，而此等陳述書和證據為檢控官在請求將被控人交付審判時的依據； (c) 他有權在提訊日要求進行初級偵訊，而如他作此要求，則可在偵訊進行時傳召其證人作供； (d) 凡控罪多於一項者，如他要求就任何一項控罪進行初級偵訊，則其所有控罪均會進行偵訊，而他亦只有在偵訊完結後才有機會對任何控罪認罪； (e) 如他不要求進行初級偵訊，則會在沒有偵訊的情況下被交付審訊，但如他承認控罪，則會就該項控罪被交付判處。 - 第85A(1)(d) 條 裁判官必需向被控人說─ 「我必須警告你，除非你已在受審前提交有關不在犯罪現場及有關證人的詳情，否則你在受審時可能不獲容許提出不在犯罪現場的證據，或不獲容許傳召證人以證明不在犯罪現場。你現可向本法庭提交此等詳情，亦可在開審日期前不少於10天之時向檢控官提交此等詳情。」， 或以意思相同的文字向被控人講述，而裁判官如覺得被控人可能不明白「不在犯罪現場」此詞的涵義，則須向他解釋此詞 |

## 審訊(裁判法院或區域法院)
裁判法院與區域法院審訊過程類似
控方會作出開案陳詞，並提出證據。控方證人會逐一被主控官傳召作供。每一位證人會先被主控官詢問（控方主問），然後接受被告或辯方律師的盤問（辯方盤問）。如有需要，他們可能會再被主控官覆問。當所有控方證人作供後，控方便舉證完畢。
辯方可以在此階段申請毋須答辯，即提出理由指控方沒有足夠的證據令針對被告的表面證據成立，如法庭接納此陳詞，被告便會無罪釋放。在此情況下，被告或可向法庭申請由控方支付其律師費。
如果法庭認為被告需要答辯（即控方的表面證據成立），辯方將會作出開案陳詞，並傳召證人作供。被告可以：選擇自己作供以及傳召其他證人作供、選擇自己不作供，但傳召其他證人作供或既不親自作供，亦不傳召其他證人作供。
被告通常要在傳召其他辯方證人前決定是否親自作供，因被告會較其他證人先作供。
如辯方傳召證人作供，每一位證人會先由被告或辯方律師主問，然後可能會被控方盤問及再被辯方覆問。在所有辯方證人作供後，辯方便舉證完畢。
除了由控方及辯方傳召的證人外，法庭亦有酌情權去傳召其他證人出庭作供。不過，法庭很少會行使這個酌情權。
控方及辯方繼而分別作出結案陳詞（但控方未必會作出結案陳詞）。其後，法庭便會作出裁決，即裁定被告有罪或無罪，並說明理由。在此階段，裁判官提出的理由會較為簡短，如被告提出上訴，裁判官便會在隨後提供更詳細之定罪理由。如被告無罪釋放，他或可向法庭申請由控方支付其律師費。如被告被定罪，隨後便會進行求情及判刑。

## 審訊(高等法院原訟法庭)
如審訊在高等法院原訟法庭進行，便會有跟裁判法院以及區域法院不同的程序，因案件須由法官會同陪審團審理。 如被告不認罪，法庭便會選出陪審團。陪審員是普通市民，並以抽籤方式從陪審員候選名單中選出。控方或辯方都有權反對被選出的候選人出任陪審員，辯方可在不提任何理由下，最多提出五次反對（如有充分理由則反對次數無限）。在一般情況下，陪審團會由七名陪審員組成，如審訊需時較長或案件較複雜，則可能會選出九名陪審員。
然而，由於港區國安法對高等法院原訟法庭所提起的刑事檢控程序定下有別於普通法下的司法程序規限，律政司司長可要求涉及危害國家安全犯罪活動案件在沒有陪審團的情況下進行審理， 並由三名國安法指定法官組成審判庭作審訊。
然後，原訟法庭的審訊會以類似裁判法院或區域法院之程序進行。陪審團會決定被告是否有罪，而法官則會監管審訊中的法律及程序。因此，陪審團只須專注地聆聽證人在控辯雙方之主問、盤問及覆問中透露出來的證據。如有某些法律爭議須在陪審團缺席下解決，例如陪審團是否應該聆聽某些證供或辯方之毋須答辯申請是否成功，法官便會請陪審團暫時離席。
在控辯雙方作出結案陳詞後，法官會向陪審團總結案件，讓他們重溫雙方的證供及論點。法官通常都會向陪審團解釋控方須證實哪些事項才可令被告入罪，但是否相信有關證供則仍會由陪審團決定。在某些例外情況下，如法官認為依賴現有證據而將被告定罪並不穩妥，法官便可能會指示陪審團在什麼情況下可判被告無罪。
陪審團其後會退庭商議裁決。法官會根據陪審團的決定而正式宣判被告有罪或無罪。如被告無罪釋放，他或可向法庭申請由控方支付其律師費。如被告被定罪，隨後便會進行求情及判刑。判刑由法官而並非由陪審團決定。